# Pelham Humfrey
Pelham Humfrey   (Londres, 1647 - Windsor, 14 de juliol de 1674) fou un compositor anglès del Barroc.
Infant de cor de la Capella Reial el 1960, era molt conegut i el rei el pensionà i l'envià a França i Itàlia, en la capital francesa fou alumne de Lully. El 1672 fou mestre dels infants de la Capella Reial i més tard fou nomenat director de l'orquestra particular del rei.
Humfrey fou un dels compositors anglesos més notables del segle xvii i les seves diverses obres religioses es troben al Cathedral music de Bayee i en l'Harmonia Sacra i les profanes a Ayres, song and dialogues (1676/84) i Musica antiqua de H. S. Smith.